# Ryoichi Maeda
Ryoichi Maeda (n. 9 octombrie 1981) este un fotbalist japonez.

## Statistici
| Japonia | Japonia | Japonia |
| An      | Meciuri | Goluri  |
| ------- | ------- | ------- |
| 2007    | 2       | 1       |
| 2008    | 1       | 1       |
| 2009    | 2       | 0       |
| 2010    | 2       | 0       |
| 2011    | 9       | 4       |
| 2012    | 8       | 4       |
| 2013    | 9       | 0       |
| Total   | 33      | 10      |